# ハリス郡 (ジョージア州)

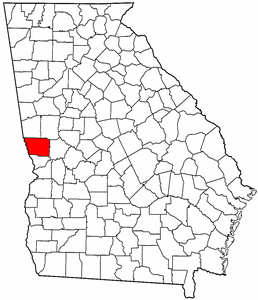
ジョージア州内の位置

ハリス郡（Harris County）は、アメリカ合衆国ジョージア州にある郡である。人口は3万4668人（2020年）。郡庁所在地はハミルトンである。アラバマ州境に接している。

## 地理
アメリカ合衆国統計局によると、この郡は総面積1,225 km2 (473 mi2) である。このうち1,201 km2 (464 mi2) が陸地で24 km2 (9 mi2) が水地域である。総面積の1.95%が水地域となっている。

## 人口動勢
2000年国勢調査で、この郡は人口23,695人、8,822世帯、及び6,987家族が暮らしている。人口密度は20/km2 (51/mi2) である。9/km2 (22/mi2) の平均的な密度に10,288軒の住宅が建っている。この郡の人種的な構成は白人78.43%、アフリカン・アメリカン19.47%、先住民0.36%、アジア0.51%、太平洋諸島系0.02%、その他の人種0.34%、及び混血0.87%である。ここの人口の1.10%はヒスパニックまたはラテン系である。
この郡内の住民は25.60%が18歳未満の未成年、18歳以上24歳以下が6.30%、25歳以上44歳以下が29.30%、45歳以上64歳以下が26.90%、及び65以上が11.90%にわたっている。中央値年齢は38歳である。女性100人ごとに対して男性は97.60人である。18歳以上の女性100人ごとに対して男性は93.80人である。
この郡内の世帯ごとの平均的な収入は47,763米ドルであり、家族ごとの平均的な収入は54,834米ドルである。男性は37,955米ドルに対して女性は27,095米ドルの平均的な収入がある。この郡の一人当たりの収入 (per capita income) は21,680米ドルである。人口の8.20%及び家族の6.50%は貧困線以下である。全人口のうち18歳未満の9.60%及び65歳以上の13.60%は貧困線以下の生活を送っている。

## 都市及び町
- ハミルトン（郡庁所在地）
- Shiloh
- Pine Mountain
- Waverly Hall

非法人地域
- Cataula
- Ellerslie
- Mountain Hill
- Mulberry Grove
- Pine Mountain Valley
- Rehobeth
- Ridgeway
- Whitesville